# Manas Ryba
Manas Ryba (ur. 1843?, zm. 1938 w Warszawie) – warszawski Żyd, przedsiębiorca związany głównie z warszawską Pragą.
Mana Ryba, ożeniony z Esterą z domu Halbfish, był pomysłodawcą powstania Bazaru Różyckiego, za który to pomysł miał od Juliana Różyckiego otrzymać parcelę i dom przy ul. Targowej 52 około roku 1885. Ryba został zarządcą bazaru jeszcze przed 1901 rokiem. Innowacyjność tego pomysłu polegała na tym, że na ogrodzonym terenie bazaru każdy handlarz obnośny mógł wynająć stragan i prowadzić tam handel.
W 1899 roku powołano Towarzystwo Akcyjne Dróg Podjazdowych w Królestwie Polskim z zarządem w osobach Juliana Różyckiego, Bronisława Goldfedera i Adama Dzierżanowskiego, a wśród zarządu znaleźli się w 1903 m.in. prezes Julian Różycki, dyrektorzy – Bronisław Goldfeder, Adam Dzierżanowski i Manas Ryba. Towarzystwo to sprawowało nadzór nad kolejką marecką, oficjalnie otwartą 15 września 1899.
Data urodzin pana Ryby, bo tak nazywany był powszechnie na Pradze, budzi wątpliwości – mówiono, że w chwili śmierci miał 95 lub 105 lat.